# Лабидозавр
Лабидоза́вр (лат. Labidosaurus, от др.-греч. λᾰβίς — застёжка и σαῦρος — ящер) — род примитивных пресмыкающихся из семейства Captorhinidae, живших во времена нижней перми (290,1—273,0 млн лет назад) на территории современных США.
В настоящее время единственным признанным видом рода является Labidosaurus hamatus. Некоторые окаменелые остатки семейства, ранее отнесённые к роду Labidosaurus, сегодня отнесены к другим родам или к виду L. hamatus. Labidosaurus — один из первых описанных представителей семейства.
L. hamatus известен по нескольким черепам и посткраниальному материалу из нижнепермских красных песчаников северного Техаса.

## Особенности строения

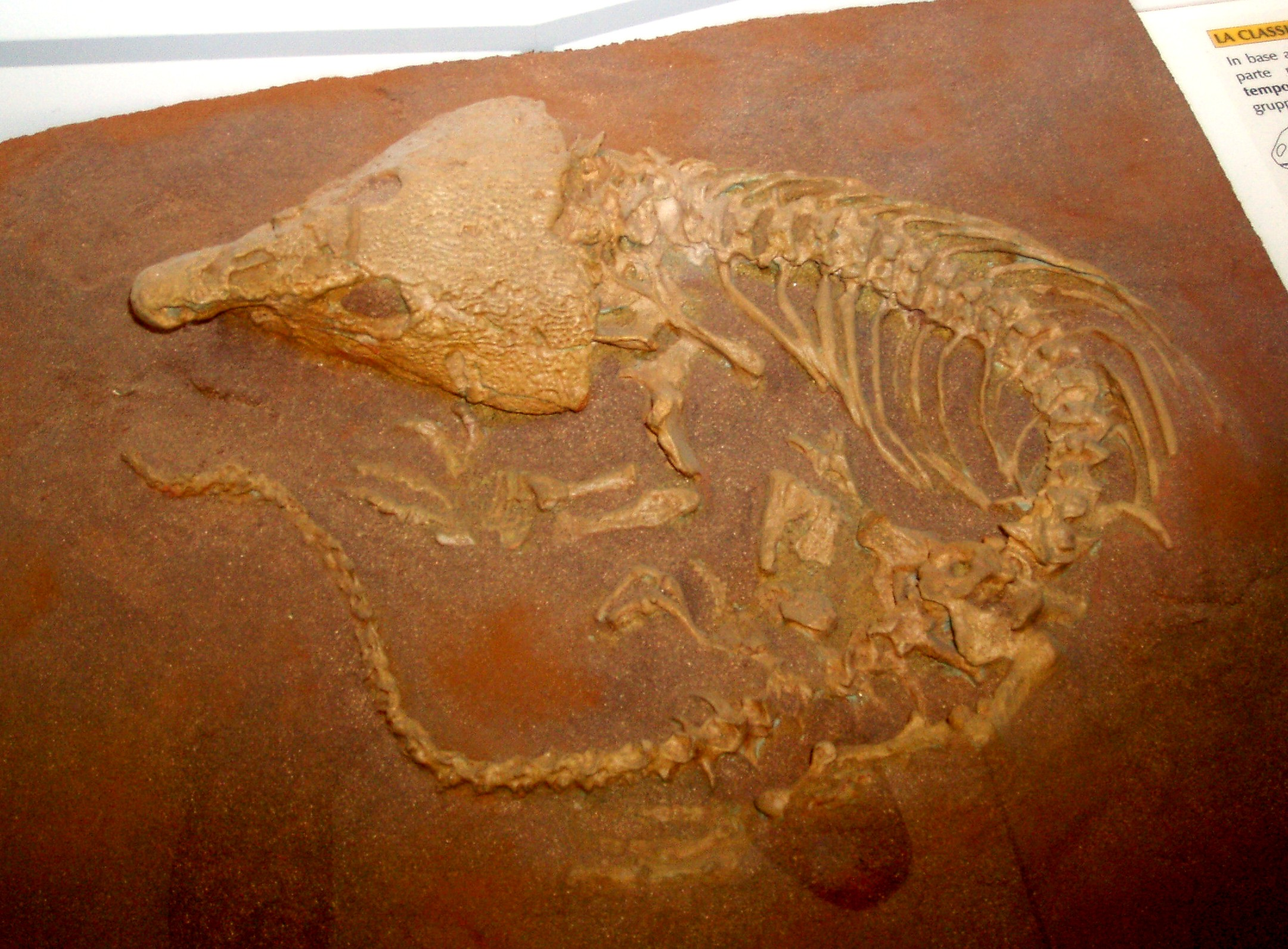
Скелет Labidosaurus hamatus

Labidosaurus — наиболее крупный из капторинид с однорядными челюстными зубами. Череп достигает около 20 см в длину. При соотношении длины черепа к длине тела приблизительно 1:3,6, общая длина тела Labidosaurus составляла 70—75 см.
Череп довольно низкий, сильно расширенный в заглазничной области, кости черепа с ямчатой скульптурой. Задний край крыши черепа слегка вогнут. Небольшие глазницы направлены вверх и в стороны. Характерная особенность строения черепа — крючковидный конец морды, образованный предчелюстной костью и сильно нависающий над передним краем нижней челюсти. У большинства капторинид есть такая изогнутая премаксилла, но у Labidosaurus эта особенность выражена очень сильно. Функция этого имеющего зубы «клюва» неясна. Некоторые учёные предполагали, что он служил инструментом для рытья, но отсутствие характерных следов износа и царапин на передних зубах не подтверждает эту гипотезу.
По морфологии черепа Labidosaurus близок к представителям подсемейства Moradisaurinae – крупным примитивным рептилиям с многорядными зубами. Поскольку они считаются растительноядными, рацион Labidosaurus также, возможно, включал растения, но единственный ряд острых конических зубов, больше подходящих для питания мелкими животными (например, насекомыми и моллюсками), свидетельствует, что Labidosaurus был, вероятно, всеядным.
Позвоночник Labidosaurus состоит из 25 предкрестцовых позвонков, двух крестцовых и, по меньшей мере, 33 хвостовых. Существует два морфотипа позвонков Labidosaurus: с короткими и длинными остистыми отростками.